# Laure Godisiabois
Laure Godisiabois, née en 1981 à Bruxelles, est une comédienne belge et coloriste de bande dessinée connue sous le nom de plume Laure Godi.

## Biographie
Laure Godisiabois naît en 1981 à Bruxelles,.
Elle est la fille du dessinateur de bande dessinée Godi et d'une maman professeure de solfège.

### Au théâtre
Elle obtient un Premier prix de déclamation et un prix en art dramatique du Conservatoire royal de Bruxelles (1999-2002). Elle se forme à l'Académie de Forest et au théâtre bruxellois Pré-Vert. Depuis, Laure Godisiabois ne cesse de monter sur les planches et joue au Théâtre royal des Galeries, au Théâtre royal du Parc ou à la Comédie Claude Volter. Elle travaille avec de nombreux metteurs en scène dont : Michel de Warzée, Daniel Hanssens, Alexis Goslain, et Thierry Debroux. C’est une habituée du Festival Bruxellons où elle joue dans : Musée haut, musée bas, Pièce Montée, La Mélodie du bonheur et plus récemment dans My Fair Lady. Elle incarne Madame Chapeau dans Bossemans et Coppenolle. Au Théâtre Le Public, elle joue dans Ça n'arrive pas qu'aux autres et dans Les Faux British en janvier 2022. Elle joue également avec La Comédie de Bruxelles, dans plusieurs productions dont Les Palmes de monsieur Schutz, Un amour qui ne finit pas, Le noir te va si bien, Hier est un autre jour, L'Envers du décor en mars 2022 ainsi qu'au Théâtre Tristan-Bernard à Paris en 2024. La même année, elle se produit dans Comme en 14 !, La Tête dans le frigo et Lady Agatha.
En 2011, elle rend hommage avec Victor Scheffer à la chanteuse et artiste de music-hall française Gaby Montbreuse dans le spectacle qu'elle écrit La Revanche de Gaby Montbreuse,.

### Sur les écrans
Elle prête sa voix pour la série de dessin animé Chicken Town en 2011, puis elle joue le rôle de la directrice d'école dans le film Comment j'ai rencontré mon père en 2017 et interprète la ministre dans la série télévisée Salle des profs en 2023.

### Coloriste de bande dessinée
Parallèlement, elle réalise la mise en couleur des séries dessinées par son père : L'Élève Ducobu, Léonie, L'Instit Latouche et Chlorophylle.

### Vie privée
Elle réside à Uccle.

## Œuvre

### Théâtre
- 2002 : L'Amour est de la revue[7], mise en scène : Tilly
- 2003 : L'Amuse-gueule[1] de Gérard Lauzier, mise en scène de Martine Willequet au Théâtre royal des Galeries
- 2005 : Désiré[1] de Sacha Guitry, rôle de la cuisinière simplette Adèle
- 2008 : Musée haut, musée bas[1] de Jean-Michel Ribes - nommée aux prix de la critique dans la catégorie "meilleur espoir féminin" en 2009[4].
- 2013 :
  - La Revanche de Gaby Montbreuse[9],[11],[10],[12] de Laure Godisiabois, coauteur et mise en scène Victor Scheffer
  - Black Comedy[7] d'après Peter Shaffer mise en scène Claude Enuset
- 2014 :
  - Si c'était à refaire[7] de Laurent Ruquier mise en scène Daniel Hanssens
  - Devinez qui ? Les Dix Petits Nègres[7] d'après Agatha Christie mise en scène Daniel Hanssens
- 2015 : Drôle de couple[7] d'après Neil Simon mise en scène Daniel Hanssens
- 2016 : 
  - Les Palmes de monsieur Schutz[7] de Jean-Noël Fenwick mise en scène Daniel Hanssens
  - Après le crime ![7] d'après Francis Henry Durbridge mise en scène Daniel Hanssens
  - Les Faux British[7] de Henry Lewis, mise en scène Gwen Aduh
- 2017 : Du côté de chez l'autre[13],[14] d'Alan Ayckbourn mise en scène Daniel Hanssens
- 2018 :
  - Scapin 68[7] d'après Molière mise en scène Thierry Debroux
  - Un amour qui ne finit pas[7] d’André Roussin mise en scène Daniel Hanssens
- 2019 : Le noir te va si bien[7],[15] de Saul O'Hara mise en scène Daniel Hanssens
- 2020 : Ça n'arrive pas qu'aux autres[7] de Nicolas Martinez, mise en scène Nicolas Martinez
- 2021 : Hier est un autre jour[16],[17] de Sylvain Meyniac mise en scène Daniel Hanssens
- 2022 :
  - Le Canard à l'orange[7] de William Douglas-Home mise en scène Daniel Hanssens
  - L'Envers du décor[7],[18],[19] de Florian Zeller mise en scène Daniel Hanssens
- 2023 : Hier est un autre jour[7] de Sylvain Meyniac mise en scène Daniel Hanssens
- 2024 :
  - Comme en 14 ![7] de Dany Laurent mise en scène Patricia Ide
  - La Tête dans le frigo[7] de Julie Dacquin mise en scène Isabelle Paternotte, joué également au Théâtre Tristan-Bernard[6] à Paris.
  - Lady Agatha[20] d'Ali Bougheraba et Cristos Mitropoulos, costumière : Laure Godisiabois et interprétation de la reine du crime[21],[22],[8].

### Filmographie
Sauf indication contraire, les informations mentionnées dans cette section peuvent être confirmées par la base de données cinématographiques IMDb,  présente dans la section « Liens externes ».

#### Au cinéma
- 2017 : Comment j'ai rencontré mon père, long métrage de Maxime Motte, dans le rôle de la directrice d'école.

#### À la télévision
- 2023 : Salle des profs, série télévisée de Christophe Bourdon et Pierre-Yves Wathour, dans le rôle de la ministre.

#### Voxographie
- 2011 : Chicken Town, série télévisée d'animation de 13 épisodes de Niko Meulemans et Charlie Cohen.

### Albums de bande dessinée
- Numéro spécial 77 ans - L'hommage des auteurs et autrices d'aujourd'hui aux personnages mythiques du journal Tintin[32], Éditions Moulinsart-Le Lombard, Bruxelles, 8 septembre 2023
Scénario : collectif dont Zidrou, Falzar - Dessin : collectif dont Godi - Couleurs : collectif dont Laure Godi -  (ISBN 2-85815-201-2)

#### Périodiques
- Laure Godisiabois (interviewée par Valentine Van Gestel), « Interview : Laure Godisiabois nous parle d’un amour qui ne finit pas », Marie Claire,‎ 1er mars 2018 (lire en ligne, consulté le 27 décembre 2024).

### Émissions de télévision
- L’invitée de Pierre Beaudot et Juliette Nesson dans le Brunch de ce jeudi est Laure Godisiabois, une comédienne qui foule les planches des théâtres depuis plus de deux décennies à Bruxelles et ailleurs. émission Le Brunch présentée par Pierre Beaudot et Juliette Nesson sur BX1 (46 min 14 s), 30 mai 2024.

### Vidéographie
- [vidéo] « La revanche de Gaby Montbreuse avril et mai 2013 », sur YouTube, 4 avril 2013
- [vidéo] « LCR - Laure Godisiabois », sur YouTube, 16 décembre 2024, émission de télévision présentée par David Courier diffusée sur BX1.